# Soul of the Ultimate Nation
Soul of the Ultimate Nation (ou SUN) é MMORPG desenvolvido em 2005 na Coreia do Sul pela produtora de jogos Webzen. O jogo incorpora mecânica de consoles, junto com batalhas no estilo "hack and slash". A trilha sonora foi composta por Howard Shore, conhecido por seu trabalho na trilogia cinematográfica O Senhor dos Anéis.
Nos países onde atualmente é distribuído, o jogo utiliza do sistema F2P (Free-to-Play).

## História do jogo
O continente é Brakion e há sete dinastias que convivem no fim dos tempos. Cada reino visa à defesa do próprio povo, mas o crescimento das populações tem gerado conflitos constantes. Acontece que depois de séculos de muita batalha os reinos se uniram, formando dois grupos distintos. Esses grupos tiveram uma batalha final, para que finalmente o povo conseguisse a tão sonhada paz.
Como nem tudo é um conto de fadas, alguns fracassados resolveram restabelecer a guerra. Esse foi o caso de Duke Roshufelt, o qual através de um documento antigo tentou clamar seu direito ao trono. Como o reino de Altheim ignorou seu pedido, Roshufelt - com a ajuda de alguns nobres - decidiu declarar guerra novamente.
Dentre tantos guerreiros dispostos a batalhar estava Schwartz Pramme, um herói inigualável. O rei de Altheim ficou com medo de Schwartz, pois o garoto era um dos possíveis sucessores ao trono e ele sabia de muitos segredos da família real. Contudo, certo dia uma carta chegou até o rei, falando sobre a genealogia de Schwartz, dizendo que o garoto estava diretamente conectado a um dos reis das sete dinastias antigas.
O rei numa atitude desesperada então decidiu que Schwartz deveria ser morto e por isso ordenou a Oswalt — meio irmão de Schwartz Pramme — que matasse o herói. Claro que o maior guerreiro do reino de Altheim não morreria fácil e Oswalt simplesmente não quis matar o meio irmão. Todavia, Schwartz Pramme não pensou duas vezes e logo assassinou Oswalt.
Schwartz tornou-se ainda mais poderosos graças ao poder que recebeu de Hellons, foi como se ele tivesse renascido completamente diferente. O rapaz então decidiu enfrentar o reino de Altheim, que já estava fraco devido à batalha contra Roshufelt. Depois de derrotar os guerreiros de Altheim, ele partiu para acabar com Roshufelt e os dragões que atacavam os humanos. Ele derrotou os dragões, as valquírias, o exército remanescente de Altheim e até mesmo Roshufelt teve de se render.
Obviamente, os exércitos que perderam a batalha para Schwartz Pramme não desistiram e, enquanto o herói estava focado em ressuscitar a última princesa de Altheim — Alicia, sua paixão—, eles pensavam numa estratégia para derrotar o guerreiro. As nações de Altheim e Roshufelt que foram destruídas por Schwartz agora estavam unidas e formavam a República de Roshuel.
Depois de muito tempo, a República de Roshuel conseguiu se reerguer para enfrentar o Império. Também conhecidos como as Forças Revolucionárias, o povo de Roshuel conta agora com uma guerreira que promete lutar junto com eles por liberdade contra o Império. E justamente aqui você entra para traçar um novo caminho na história de Soul of the Ultimate Nation.